# アイアン郡 (ミズーリ州)
アイアン郡（英: Iron County）は、アメリカ合衆国ミズーリ州の南東部、リード（鉛）・ベルト地域に位置する郡である。2010年国勢調査での人口は10,630人であり、2000年の10,697人から0.6％減少した。郡庁所在地はアイアントン市（人口1,460人）であり、同郡で人口最大の都市でもある。アイアン郡は1857年2月17日に設立され、郡名は郡内に鉄鉱石が豊富にあったことから名付けられた。
郡内には長さ6マイル (10 km)、幅2マイル (3 km) のアーカディア・バレーがあり、パイロットノブ、アイアントン、アーカディアなど19世紀に移民によって設立された町がある。このバレーをオザーク高原のセントフランソア山地が囲んでいる。ミズーリ州では標高が最も高い海抜1,772フィート (540 m) のタウムソーク山など数多くの山がある。
タウムソーク山州立公園、ダビドソン砦歴史史跡や広さ96,047エーカー (390 km2) のマーク・トウェイン国立の森など多くの州立公園や歴史史跡もある。

## 地理
アメリカ合衆国国勢調査局に拠れば、郡域全面積は552.05平方マイル (1,429.8 km2)であり、このうち陸地551.34平方マイル (1,428.0 km2)、水域は0.71平方マイル (1.8 km2)で水域率は0.13％である。

### 主要高規格道路
- ミズーリ州道21号線
- ミズーリ州道32号線
- ミズーリ州道49号線
- ミズーリ州道72号線

### 鉄道
- アイアンマウンテン鉄道[7]は後にミズーリ・パシフィック鉄道となり、アーカディア・バレーを走っている。

### 隣接する郡
- ワシントン郡 - 北
- セントフランソア郡 - 北東
- マディソン郡 - 東
- ウェイン郡 - 南東
- レイノルズ郡 - 南西
- デント郡 - 西
- クロウフォード郡 - 北西

### 国立保護地域
- マーク・トウェイン国立の森（部分）
- パイロットノブ国立野生生物保護区

## 人口動態
以下は2000年の国勢調査による人口統計データである。
| 基礎データ - 人口: 10,697人 - 世帯数: 4,197 世帯 - 家族数: 2,963 家族 - 人口密度: 7人/km2（19人/mi2） - 住居数: 4,907軒 - 住居密度: 3軒/km2（9軒/mi2） 人種別人口構成 - 白人: 96.74% - アフリカン・アメリカン: 1.56% - ネイティブ・アメリカン: 0.34% - アジア人: 0.09% - その他の人種: 0.22% - 混血: 1.05% - ヒスパニック・ラテン系: 0.58% 年齢別人口構成 - 18歳未満: 25.0% - 18-24歳: 7.8% - 25-44歳: 25.3% - 45-64歳: 24.8% - 65歳以上: 17.1% - 年齢の中央値: 40歳 - 性比（女性100人あたり男性の人口） - 総人口: 94.8 - 18歳以上: 90.8 | 世帯と家族（対世帯数） - 18歳未満の子供がいる: 32.0% - 結婚・同居している夫婦: 56.8% - 未婚・離婚・死別女性が世帯主: 9.4% - 非家族世帯: 29.4% - 単身世帯: 25.8% - 65歳以上の老人1人暮らし: 11.4% - 平均構成人数 - 世帯: 2.46人 - 家族: 2.94人 収入と家計 - 収入の中央値 - 世帯: 31,276米ドル - 家族: 38,037米ドル - 性別 - 男性: 28,603米ドル - 女性: 16,615米ドル - 人口1人あたり収入: 16,717米ドル - 貧困線以下 - 対人口: 19.0% - 対家族数: 13.8% - 18歳未満: 27.6% - 65歳以上: 13.2% |

## 教育
アイアン郡の25歳以上の住民のうち、65.2％は高校卒以上の学歴を持ち、8.4％は学士以上の学位を持っている。

## 宗教
2000年宗教データアーカイブ協会郡別信徒報告書に拠れば、アイアン郡は福音主義プロテスタントが最多数を占めるバイブル・ベルトにある。最も多い会派は南部バプテスト連盟の56.62％、続いてメソジストの10.60％、カトリック教会の7.82％である。

## 都市と町
| - アナポリス - アーカディア - ベルビュー | - ビクスビー - デザーク - グロバー - ホーガン | - グッドランド - アイアントン - 郡庁所在地 - ミドルブルック | - パイロットノブ - バイバーナム - バルカン |  |

## 政治

### 地方
アイアン郡の地方レベルでは民主党が完全に政治を支配しており、郡の選挙で選ばれる役職を独占している。

#### 国政
大統領選挙のレベルではかなり独立色の強い郡である。他の田園部郡とは異なり、民主党を支持する傾向がある。2000年と2004年の大統領選挙では、ジョージ・W・ブッシュがアイアン郡を制したが、他の田園部郡に比べて僅差の戦いだった。1992年と1996年はビル・クリントンが10ポイント以上の差をつけて制した。2008年の選挙では、州内の田園部にある郡とは異なり、ジョン・マケインよりバラク・オバマを選んだ。
アイアン郡は州南東部の田園部郡と同様、社会的にまた文化的に保守的であり、経済問題についてはディキシークラットに典型的な中道あるいは人民主義的傾向もある。2004年の州民投票では、結婚を男と女の結合として定義する州憲法改正案をアイアン郡は80.90％という圧倒的多数で賛成した。州全体でも71％の賛成で可決し、ミズーリ州は同性結婚を禁止する最初の州になった。2006年の州民投票では、胚性幹細胞の研究を予算化し、合法化する憲法改正案が掛けられたが、アイアン郡では56.03％が反対した。州全体では51%の賛成と辛うじて改正が成立し、胚性幹細胞の研究を最初に認めた州の1つになった。郡民は伝統的に社会問題に保守的であるが、最低賃金の増加のような人民主義的施策は支持する傾向にある。やはり2006年の州民投票で最低賃金を時間あたり6.50ドルに増やす命題については、アイアン郡では78.25％が支持した。この命題は州内のどの郡でも支持され、75.94％が賛成した。

#### 2008年大統領予備選挙
2008年の大統領予備選挙で、アイアン郡は二大政党の候補者をどちらも州全体と全国で二位に終わった者を選んだ。民主党の予備選挙ではヒラリー・クリントンが1位となり、さらに共和党予備選挙で投じられた総票数よりも多かった。